# Сан Антонио
Сан Антонио (енгл. San Antonio) други је по величини град у америчкој савезној држави Тексас и седми по величини у САД. По попису становништва из 2020. у њему је живело 1.434.625 становника.
У граду живи преко 61% Хиспаноамериканаца и Латиноамериканаца. Привреда се састоји од трговине вуном, памуком и кожом, прехрамбене индустрије, рафинерија нафте и туризма. У граду има 31 високошколска установа и више од 30 приватних школа. Од културне баштине најзначајније је утврђење Аламо где су се водиле борбе између тексашке војске и војске САД.
Град је основан 1718. године као шпанска мисија. Године 1821, град улази у састав новоосноване мексичке државе, а од 1836. до 1846. део је Републике Тексас, а након тоге је припојен САД. Административно је седиште округа Бер.
Највећа база Америчког ваздухопловства налази се управо у Сан Антонију. Годишње се ту обучи 40.000 припадника америчке војске и чланица НАТО.

## Географија

### Клима
| Клима (Сан Антонио)        | Клима (Сан Антонио) | Клима (Сан Антонио) | Клима (Сан Антонио) | Клима (Сан Антонио) | Клима (Сан Антонио) | Клима (Сан Антонио) | Клима (Сан Антонио) | Клима (Сан Антонио) | Клима (Сан Антонио) | Клима (Сан Антонио) | Клима (Сан Антонио) | Клима (Сан Антонио) | Клима (Сан Антонио) |
| Показатељ \ Месец          | .Јан.               | .Феб.               | .Мар.               | .Апр.               | .Мај.               | .Јун.               | .Јул.               | .Авг.               | .Сеп.               | .Окт.               | .Нов.               | .Дец.               | .Год.               |
| -------------------------- | ------------------- | ------------------- | ------------------- | ------------------- | ------------------- | ------------------- | ------------------- | ------------------- | ------------------- | ------------------- | ------------------- | ------------------- | ------------------- |
| Просек, °C (°F)            | 9,6 (49,3)          | 11,9 (53,4)         | 16,5 (61,7)         | 20,7 (69,3)         | 24,2 (75,6)         | 27,9 (82,2)         | 29,4 (84,9)         | 29,4 (84,9)         | 26,3 (79,3)         | 21,2 (70,2)         | 15,8 (60,4)         | 11,2 (52,2)         | 20,3 (68,5)         |
| Средњи минимум, °C (°F)    | 3,3 (37,9)          | 5,2 (41,4)          | 9,8 (49,6)          | 14,7 (58,5)         | 18,7 (65,7)         | 22,6 (72,7)         | —                   | —                   | 20,7 (69,3)         | 14,9 (58,8)         | 9,3 (48,7)          | 4,9 (40,8)          | 14,3 (57,7)         |
| Количина падавина, mm (in) | 43,4 (17,09)        | 46,0 (18,11)        | 38,6 (15,2)         | 63,5 (25)           | 107,2 (42,2)        | 96,8 (38,11)        | 54,9 (21,61)        | 64,5 (25,39)        | 86,6 (34,09)        | 80,5 (31,69)        | 66,5 (26,18)        | 38,4 (15,12)        | 786,9 (309,8)       |
| [ тражи се извор ]         |                     |                     |                     |                     |                     |                     |                     |                     |                     |                     |                     |                     |                     |

## Становништво
Према попису становништва из 2010. у граду је живело 1.327.407 становника, што је 182.761 (16,0%) становника више него 2000. године.
|                   | 2010.              | 2000.              |
| Укупно            | 1 327 407 (100,0%) | 1 144 646 (100,0%) |
| Хиспаноамериканци | 838 952 (63,20%)   | 671 394 (58,66%)   |
| Белци             | 353 106 (26,60%)   | 364 357 (31,83%)   |
| Афроамериканци    | 91 280 (6,877%)    | 78 120 (6,825%)    |
| Азијати           | 32 254 (2,430%)    | 17 934 (1,567%)    |
| Остали            | 11 815 (0,890%)    | 12 841 (1,122%)    |

## Партнерски градови
- Гвадалахара
- Тореон
- Монтереј
- Лас Палмас де Гран Канарија
- Квангџу
- Kaohsiung City
- Санта Круз де Тенерифе
- Кумамото
- Ченај
- Вуси